# Abrostola obliqua
Abrostola obliqua är en fjärilsart som beskrevs av Claude Dufay 1958. Abrostola obliqua ingår i släktet Abrostola och familjen nattflyn. Inga underarter finns listade i Catalogue of Life.